# Under Galgen
|  | Denne artikel er oprettet af botten PalnaBot ud fra en ekstern database. Den kan derfor have sproglige fejl eller mangler. Denne skabelon kan fjernes efter kontrol af indholdet. |

Under Galgen er en film fra 1915 instrueret af ubekendt efter manuskript af Laurids Skands.